# Karim Benzema
Karim Benzema (Lyon, 19. prosinca 1987.) francuski je nogometaš alžirskih korijena koji igra na poziciji napadača. Trenutačno igra za Al-Ittihad. Godine 2022. osvojio je Ballon d'Or.

## Klupska karijera

### Lyon
Benzema je proizvod Lyonove omladinske škole, posjeduje veliku brzinu i mogućnost nagle promjene smjera kretanja, a istovremeno i zavidnu fizičku konstituciju, što mu omogućava da jednako kvalitetno igra kao krilo ili klasični napadač. Izgledom i načinom igre podsjeća na Ronalda, kojeg je u nekoliko navrata spomenuo kao svoj uzor.
Od svoje prve seniorske sezone bio je na meti gotovo svih velikih europskih klubova, a među ostalima njegove su usluge željeli osigurati Inter, Milan, Juventus, Real Madrid, Arsenal i drugi, ali unatoč tome Benzema je izrazio želju da nastavi igrati za matični klub, kako bi sudjelovao u možebitnom osvajanju UEFA Lige prvaka. Upravo je on, sa svoja dva gola Glasgow Rangersima 12. prosinca 2007., pomogao Lyonu da uđe među 16 najboljih u Europi. Prepreka Benzeminom transferu bio je i izuzetno visok odštetni zahtjev od 60 milijuna € kojeg je postavio Lyonov predsjednik Jean-Michel Aulas. Ipak, dana 1. srpnja 2009. mladi je napadač potpisao šestogodišnji ugovor za madridski Real u transferu vrijednom 35 milijuna €.

### Real Madrid
Benzema je prvi nastup za novi klub ubilježio 20. srpnja 2009., postigavši jedini gol u pobjedi Reala nad Shamrock Roversima. Ukupno je u predsezoni postigao pet pogodaka.
Debitirao je za Real u službenoj utakmici 29. kolovoza 2009., u pobjedi nad Deportivom od 3:2.

## Reprezentativna karijera
Nakon mnogo golova za mladu francusku reprezentaciju,  Benzemu je pozvao Alžirski nogometni savez da nastupi za alžirsku reprezentaciju, što je on odbio, odlučivši se za Francusku. Za "galske pijetlove" je debitirao 28. ožujka 2007. u prijateljskoj utakmici protiv Austrije i bio strijelac jedinog gola na utakmici. Od tada je stalni član selekcije Raymonda Domenecha i sudionik Europskog nogometnog prvenstva 2008. Francuski nogometni savez je 13. travnja 2016. godine objavio da Benzema neće nastupati za Francusku na Europskom prvenstvu u domovini, nakon što je odbio ukinuti suspenziju. Francuski nogometni izbornik objavio je u svibnju 2016. popis za nastup na Europskom prvenstvu u Francuskoj, s kojeg je definitivno izostavio Benzemu.
Godine 2021., pred nadolazećim Eurom, objavljeno je da se Karim Benzema, nakon 6 godina, vraća u sastav francuske reprezentacije. Dana 18. ožujka 2021. objavljen je popis igrača za Europsko nogometno prvenstvo 2021. godine, među kojima je i napadač Real Madrida.

## Trofeji

### Lyon
- Ligue 1: 2005., 2006., 2007., 2008.
- Francuski superkup: 2005., 2006., 2007.

### Real Madrid
- Kup kralja: 2011., 2014.
- La Liga: 2011./12.,2015./16.
- Španjolski superkup: 2012.
- Liga prvaka: 2014., 2016., 2017., 2018., 2022.
- UEFA Superkup: 2014.

### Reprezentacija
- Europsko nogometno prvenstvo U-17: 2004. - prvak s francuskom U-17 reprezentacijom

## Vanjske poveznice
- Službena stranica (fr.)
- Profil na realmadrid.com (engl.)
- Fan stranica  Arhivirana inačica izvorne stranice od 14. listopada 2007. (Wayback Machine) (fr.)
- Benzema - football-talents.fr (fr.)